# Чапаевка (Грачёвский район)
Чапаевка — посёлок в Грачёвском районе Оренбургской области в составе Ключевского сельсовета.

## География
Находится на расстоянии примерно 2 километров по прямой на север-северо-запад от районного центра села Грачёвка.

## История
Основан в 1920-е годы. В 1928 году 42 двора и 194 жителя. В советское время работал колхоз им. Буденного и им. Калинина. Когда-то в посёлке была начальная школа, клуб и магазин, утиная ферма (до середины 1980-х годов).

## Население
Население составляло 36 человек (100 % русские) по переписи 2002 года, 25 по переписи 2010 года.